# Solstorm (roman)
Solstorm är en svensk kriminalroman från 2003, skriven av Åsa Larsson. Boken är Åsa Larssons debutroman och den första boken i serien om juristen Rebecka Martinsson. I Sverige har Solstorm sålt i över 350 000 exemplar.
Solstorm filmatiserades 2007, med Leif Lindblom som regissör.

## Handling
Rebecka Martinsson är advokat med inriktning på skatterätt på advokatbyrån Meijer & Ditzinger i Stockholm. En tidig morgon får hon via radio höra att den religiösa frikyrkoförsamlingen Kraftkällans ledare Viktor Strandgård mördats i Kiruna. Rebecka, som har ett förflutet i staden, kände honom för länge sedan, innan hon flyttade därifrån. Kort därefter får Rebecka ett telefonsamtal från mordoffrets syster och tillika sin barndomsvän Sanna Strandgård som upprört berättar att hon hittat sin bror brutalt mördad i församlingens kyrka mitt i natten. Hon tror att polisen misstänker henne för mordet och Rebecka känner sig tvingad att resa upp till Kiruna för att hjälpa henne. Hon uppmanar Sanna att ta sig till Rebeckas farmors gamla hus i Kurravaara, drygt en och en halv mil utanför Kiruna, och vänta på henne där.
Polisen i Kiruna, med polisinspektör Anna-Maria Mella och hennes kollega Sven-Erik Stålnacke i spetsen, har precis kommit till brottsplatsen. Viktor Strandgård ligger på altargången med händerna avhuggna, ögonen utborrade och med blod i sitt långa hår.
Misstankarna riktas mot Sanna Strandgård som försvunnit spårlöst sedan hon ringt polisen.
Från planet till Kiruna ser Rebecka sin barndomsstad lysa i vintermörkret. Hon vet inte riktigt hur hon ska förhålla sig till sina minnen av staden, och känslorna är svåra att tolka. Efter att planet landat, hyr hon en bil vid flygplatsen och kör mot Kurravaara. Utanför det gamla eternithuset vid Torneälvens strand stannar hon bilen, kliver ut och går inomhus. På ovanvåningen möts hon av Sannas döttrar Lova och Sara samt deras hund Tjapp. Sanna ligger frånvarande på en säng i ett annat rum. Rebecka försöker få kontakt med henne, men först efter ett tag får hon henne med sig ut till bilen. På vägen mot polisstationen framkallar Sannas närvaro gamla minnen hos Rebecka. Det avslöjas att Rebecka, som själv varit med i Kraftkällans församling under sin tonårsperiod, hade varit ihop med Viktor.
Kraftkällans pastorer, Thomas Söderberg, Gunnar Isaksson och Vesa Larsson, förbereder en minnesceremoni i kyrkan till Viktors ära, men stämningen är spänd. Anna-Maria Mella och Sven-Erik Stålnacke har varit där och ställt obekväma frågor angående mordet, men också angående församlingens verksamhet. Anna-Maria anar att pastorerna döljer något, men kan inte riktigt komma på vad.
Efter ett kort förhör på polisstationen i Kiruna, kör Rebecka med Sanna och barnen tillbaka till Kurravaara. Nästa morgon introducerar Sanna Rebecka för Curt Bäckström, som helt oväntat dyker upp på gården. Sanna förklarar att det var han som körde henne till huset i väntan på att Rebecka skulle komma till Kiruna och att han är lite kär i henne. När Sanna föreslår att Curt kanske skulle vara något för Rebecka istället, blir Rebecka återigen påmind om att hon egentligen ogillar Sanna och vill så snart som möjligt lämna staden och sitt förflutna bakom sig.
Senare samma dag kör Rebecka hem Sanna och barnen till Sannas hus i Kiruna. Rebecka tänker precis köra därifrån och ta flyget till Stockholm, trots Sannas vädjan att hon ska stanna, när ett par poliser, däribland Anna-Maria och Sven-Erik, kommer ut från lägenheten. De har gjort en husrannsakan och hittat en blodig kniv samt Viktors bibel, som Sanna inte kan förklara hur de kom dit. Hon häktas, skäligen misstänkt för mordet på sin bror och Rebecka känner sig tvingad att hjälpa Sanna och att ta hand om barnen.

## Utmärkelser
Svenska Deckarakademin tilldelade Larsson Debutant-diplomet för boken.

## Knutbyreferenser
Det har dragits paralleller mellan handlingen i Solstorm och avslöjandet av Knutbydramat som inträffade drygt ett år sedan Solstorm kom ut. Den enda likheten är dock att det är mord som sker inom frikyrkoförsamlingar.  